# DrugBank
DrugBank, на разположение в Университета на Алберта, е биоинформатичен и химикоинформатичен ресурс, който съчетава подробна информация за медикаменти (т.е. химични, фармакологични и фармацевтични) с информация за таргетната на молекула (т.е. последователност, структура, път). Базата съдържа данни за почти 4800 вещества, включително:
- повече от 1480, одобрени от FDA (Food and Drug Administration) молекули
- 128 одобрени от FDA биотехнологични лекарства (протеин/пептид)
- повече от 71 хранителни добавки
- повече от 3200 експериментални лекарства[3]
- повече от 2500 протеина (т.е. наркотици цел, без излишни) последователности са свързани с тези наркотици вписвания.[3]

Всеки запис в DrugCard съдържа 148 полета с данни с половината от информацията, която е посветена на моекулите/химически данни и другата половина, посветена на молекулите-мишени.
Тя се поддържа от Дейвид Уишарт и Крейг Нокс.